# Gråberget
Gråberget är ett f.d. kustartillerifort beläget mellan Bönan och Utvalnäs utanför Gävle. Under högsta punkten finns en fästning ursprängd för flera stora kanoner, rum för sjukhus med mera. Allt har hållits rustat och i drift till 1997.Utmed gråberget ut i norra farleden var minspärr med kodnamn tobbe aktiv tom 2009. Gråberget är en av alla försvarsanläggningar som skulle skydda Gävle i händelse av krig. Gävle var för övrigt ett av Sveriges kanontätaste inlopp.
Gråberget som hörde till KA5 i Härnösand var bestyckad med fyra stycken 15,2 cm pjäser av modell m/98 E-50, som kunde sänka ett angripande fartyg på 12 000 meter. Gråberget bestod inte bara av en utan två separata anläggningar. De låg i varandras närhet och benämndes GE1 och GE2. De låg på varsin sida av villan vid Grubban. GE1 var bataljonsstaben och det tunga batteriets plats 
De kompletterades med ytterligare en anläggning som hette GE3 i Furuvik. GE3 är i dag öppen för visning för allmänheten genom Furuviksparken. GE2 och GE3 var äldre och mindre anläggningar och var beväpnade med de mindre 7,5 cm kanonerna av modell 1905 . De skulle skjuta på de fartyg som det tunga batteriet inte lyckats sänka längre ut.